# Rhizopulvinaria quadrispina
Rhizopulvinaria quadrispina är en insektsart som beskrevs av Matesova 1960. Rhizopulvinaria quadrispina ingår i släktet Rhizopulvinaria och familjen skålsköldlöss.
Artens utbredningsområde är Kazakstan. Inga underarter finns listade i Catalogue of Life.